# Guerra dei dieci giorni
La guerra dei dieci giorni (in sloveno Desetdnevna vojna; in serbo Десетодневни рат?, Desetodnevni rat), a volte chiamata guerra d'indipendenza slovena (in sloveno: Slovenska osamosvojitvena vojna) o in serbo semplicemente guerra in Slovenia (Рат у Словенији, Rat u Sloveniji), fu un breve conflitto armato tra la Slovenia e la Repubblica Socialista Federale di Jugoslavia nel 1991 in seguito alla dichiarazione d'indipendenza della Slovenia.

## Antefatti

### La morte di Tito e le elezioni politiche del 1990
Dopo un periodo di calma seguito alla morte del presidente jugoslavo Josip Broz Tito nel 1980, le tensioni politiche, etniche, religiose ed economiche all'interno della Jugoslavia, sopite ormai da anni, ritornarono in superficie.
Nel 1989 Slobodan Milošević, presidente del Comitato Centrale della Lega dei Comunisti di Serbia dal 1986, divenne presidente della Serbia, la maggiore e più popolosa delle sei repubbliche jugoslave. Nell'aprile del 1990 si tennero in Slovenia le prime elezioni democratiche multipartitiche, vinte dalla coalizione DEMOS.

### Il referendum per l'indipendenza e la mobilitazione
Il 23 dicembre 1990, il popolo sloveno venne chiamato alle urne per un referendum sulla propria indipendenza, che fu approvato con l'88% dei voti. Il governo sloveno (la Jugoslavia era una federazione di più stati con governi parzialmente autonomi) preparò la reazione al governo centrale di Belgrado ostile all'indipendenza e l'Armata Popolare Jugoslava (JNA) annunciò che avrebbe applicato una nuova dottrina di difesa nel paese. La dottrina di Tito della "Difesa popolare generale", nella quale ogni repubblica manteneva una forza di difesa territoriale (Teritorijalna odbrana o TO), sarebbe stata sostituita da quel momento in poi da un sistema di difesa centralizzato. Le repubbliche avrebbero perso il proprio ruolo nelle questioni di difesa e le proprie forze territoriali sarebbero state disarmate e subordinate ai quartieri generali della JNA a Belgrado.
Il governo sloveno non subì questi tentativi, riuscendo a impedire che la maggior parte dell'equipaggiamento della TO slovena cadesse nelle mani della JNA. Venne dichiarato in un emendamento costituzionale, passato il 28 settembre 1990, che la TO locale sarebbe ricaduta sotto l'esclusivo controllo del governo sloveno. Allo stesso tempo, il governo sloveno allestì una struttura segreta alternativa di comando, nota come "Struttura di manovra per la protezione nazionale" (Manevrska struktura narodne zaščite, o MSNZ). Era un'istituzione già esistente ma antiquata, presente solo in Slovenia, che era destinata a dare la possibilità alla repubblica di formare una struttura di difesa ad hoc, simile a una milizia nazionale. Era di scarsa importanza prima del 1990, con una dotazione antiquata e pochi membri. A ogni modo, il governo DEMOS si rese conto che la MSNZ poteva essere riadattata a costituire un'organizzazione parallela alla TO, interamente sotto controllo sloveno. Quando la JNA provò a prendere il controllo della TO slovena, la struttura di comando della TO venne semplicemente rimpiazzata con quella della MSNZ. Tra il maggio e l'ottobre del 1990, circa 21 000 militari della TO e poliziotti vennero mobilitati segretamente nella struttura di comando della MSNZ, della cui esistenza il governo federale era completamente all'oscuro. Il governo sloveno inoltre intraprese una pianificazione dettagliata di una campagna militare contro la JNA, che sfociò in piano tattico e operativo per il novembre 1990, già sette mesi prima dello scoppio effettivo del conflitto.
Gli sloveni sapevano benissimo che non sarebbero stati capaci di resistere a lungo contro la JNA. Sotto il ministro della difesa Janez Janša adottarono una strategia basata su un approccio di guerra asimmetrica. Le unità dalla TO avrebbero messo in atto una campagna di guerriglia, utilizzando armi anticarro e missili contraerei per tendere delle imboscate alle unità della JNA. Avrebbero potuto intrappolare le colonne di carri armati distruggendo il primo e l'ultimo veicolo su terreni favorevoli — ad esempio su una stretta via di montagna, dove lo spazio per le manovre sarebbe stato limitato – permettendo di affrontare il resto dei veicoli più facilmente. In preparazione a ciò, il governo sloveno comprò di nascosto sistemi missilistici leggeri da fornitori stranieri, soprattutto i missili contraerei SA-7 Grail (Strela) e il sistema anticarro Armbrust di fabbricazione tedesca. Si dovevano preferire le tattiche di temporeggiamento e di mordi-e-fuggi, poiché negli scontri frontali sarebbe prevalsa la superiorità di fuoco della JNA.
Sul fronte diplomatico né la Comunità Europea né gli Stati Uniti d'America erano ben disposti a riconoscere l'indipendenza della Slovenia e propugnavano la continuazione di una Jugoslavia unita. Il governo sloveno cercò supporto internazionale negoziando una frammentazione pacifica della Jugoslavia, ma venne respinta dai paesi occidentali che preferivano accordarsi con una singola federazione, piuttosto che con numerosi stati indipendenti. A ogni modo, gli sloveni sostenevano che non avevano altra scelta che l'indipendenza, dato che le autorità di Belgrado avevano mostrato una mancanza di valori democratici.
La situazione era in evoluzione anche nella vicina Croazia dove il 19 maggio 1991 le autorità indissero un referendum per l'indipendenza nel quale era presente l'opzione di rimanere nella Jugoslavia, ma con legami meno stretti. Il referendum passò con il 94% dei favorevoli. e la Croazia dichiarò la sua indipendenza e dissolse la sua razdruženje, l'associazione con la Jugoslavia, il 25 giugno 1991.

## Il conflitto

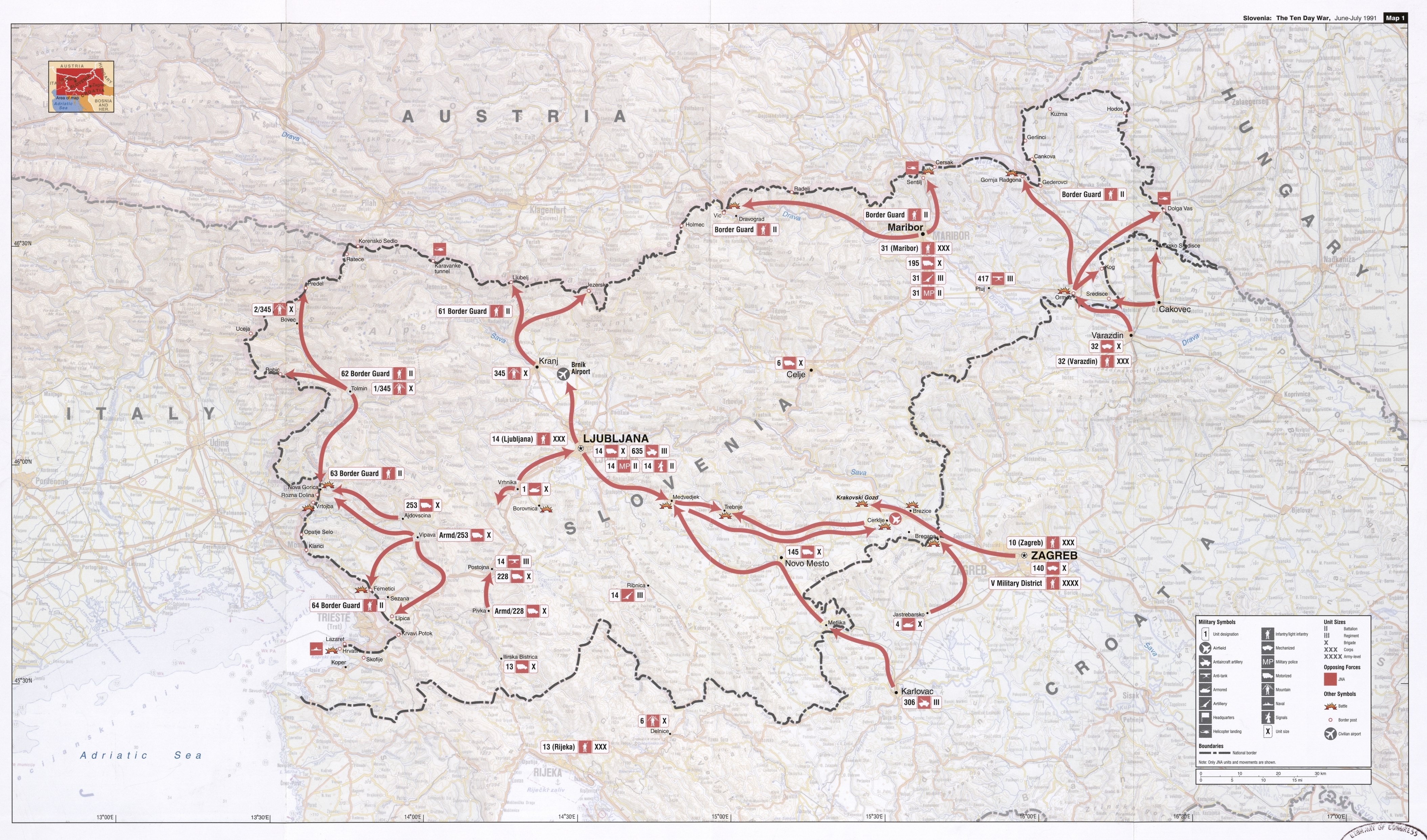
Mappa delle operazioni dell'Armata Popolare Jugoslava durante la guerra dei dieci giorni

La Slovenia dichiarò inaspettatamente la propria indipendenza il 25 giugno 1991 (aveva annunciato in precedenza che l'avrebbe fatto il 26 giugno). Questo "anticipo" sulla data dell'indipendenza fu un elemento critico dei piani sloveni per guadagnare un vantaggio nel conflitto atteso. Il governo sloveno si aspettava che le forze militari jugoslave avrebbero risposto con forza il giorno della dichiarazione d'indipendenza o poco dopo. Anticipando la data di 24 ore gli sloveni presero di contropiede il governo jugoslavo, che aveva stabilito le prime manovre per il 26 giugno.
Anche se l'esercito jugoslavo si opponeva categoricamente all'indipendenza slovena, era diviso sulla tattica da seguire. Il capo di stato maggiore, il colonnello-generale Blagoje Adžić, sosteneva la necessità di un'operazione militare su larga scala per rimuovere il governo sloveno e mettere al potere delle "forze sane" nella repubblica. Il suo superiore politico, il ministro della difesa Generale dell'esercito Veljko Kadijević insisteva su un approccio più cauto – essenzialmente una dimostrazione di forza che avrebbe convinto il governo sloveno a ritornare sui propri passi. Dopo alcune discussioni Kadijević ebbe la meglio.
Non è chiaro quanti membri civili del governo jugoslavo fossero coinvolti nella decisione di ricorrere alla forza in Slovenia. Ante Marković, il presidente del Consiglio esecutivo federale (l'equivalente del primo ministro) avrebbe affermato che il governo federale non era stato informato delle azioni dell'esercito.

### 26 giugno

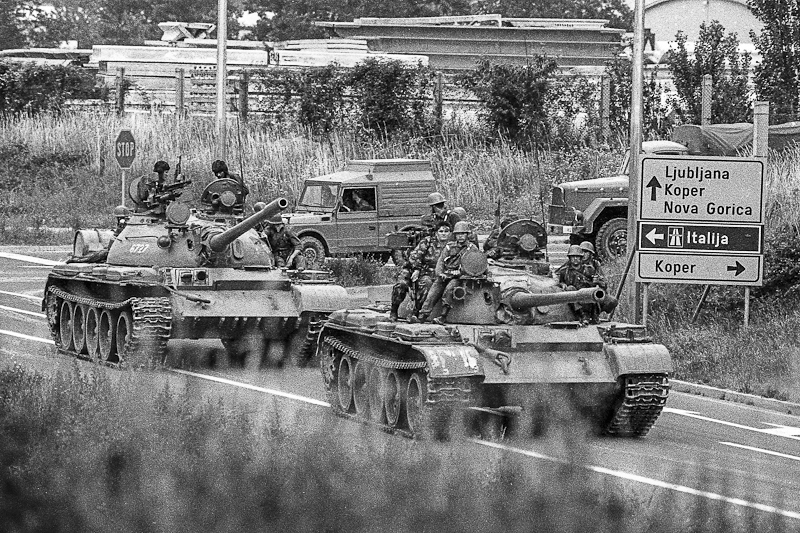
Valico di frontiera di Vrtojba, 26 giugno, all'arrivo della colonna di carri armati dell'Armata Popolare Jugoslava

La mattina del 26 giugno, alcune unità del tredicesimo corpo dell'Armata Popolare Jugoslava lasciarono le proprie caserme a Fiume, in Croazia, per dirigersi verso il confine sloveno con l'Italia. Tali movimenti provocarono immediatamente una forte reazione degli sloveni del posto, che organizzarono spontaneamente barricate e dimostrazioni contro le azioni della JNA. Non ci furono ancora combattimenti, sembrava che entrambe le parti adottassero una politica di non essere i primi ad aprire il fuoco.
Il governo sloveno aveva già messo in azione il suo piano di prendere il controllo degli avamposti di dogana sui confini e dell'aeroporto di Lubiana Jože Pučnik. Il personale in servizio ai posti di confine era già composto, nella maggior parte dei casi, di sloveni, e in tal modo l'occupazione slovena fu molto semplice, risolvendosi in un cambio di uniformi e di segnali stradali, senza combattimenti. Questa politica venne portata avanti, con le parole di Janez Janša, per "stabilire la nostra sovranità nel triangolo chiave, il controllo dell'aria, dei confini e delle dogane." Ebbe inoltre importanti effetti pratici. L'attraversamento del confine era una fonte maggiore di reddito. In aggiunta, prendendo il controllo dei confini, gli sloveni erano in grado di stabilire delle posizioni di difesa contro l'atteso attacco della JNA. Ciò significava che le truppe della JNA avrebbero dovuto aprire il fuoco per prime.

### 27 giugno
Ulteriori movimenti di truppe della JNA ebbero luogo nelle prime ore del 27 giugno. Un'unità del 306º reggimento antiaereo della Croazia, di stanza a Karlovac, attraversò il confine sloveno a Metlika. Alcune ore più tardi, una colonna di carri armati e di trasporti lasciò i propri quartieri a Vrhnika, vicino alla capitale slovena Lubiana, dirigendosi verso l'aeroporto di Brnik. Arrivarono alcune ore più tardi e presero il controllo della struttura. Vale la pena menzionare che, dato che la JNA era l'esercito federale, le sue forze erano situate in varie parti all'interno delle repubbliche, inclusa la Slovenia. A est le unità della JNA lasciarono Maribor dirette verso il vicino posto di confine a Šentilj e la città di confine di Dravograd ancora più a ovest. L'aviazione jugoslava effettuò un lancio di volantini sopra varie parti della Slovenia, con messaggi intimidatori come "Vi invitiamo alla pace e alla cooperazione!" e "Ogni resistenza verrà schiacciata."
Nelle prime ore del 27 giugno la leadership slovena venne informata dei movimenti della JNA. Il comando militare del Quinto distretto militare, che includeva la Slovenia, era in contatto telefonico con il presidente sloveno, informandolo che la missione delle truppe era limitata a occupare i posti di dogana e l'aeroporto. Venne organizzato un affrettato meeting della presidenza slovena, durante il quale Kučan e il resto dei membri optarono per la resistenza armata.
Il governo sloveno aveva ricevuto degli avvertimenti che la JNA avrebbe usato degli elicotteri per trasportare le truppe speciali verso i punti strategici. Venne emesso un avvertimento al comando del Quinto distretto militare a Zagabria, che se fosse continuato l'uso degli elicotteri, questi sarebbero stati abbattuti. L'avvertimento venne ignorato dalla leadership della JNA, che credeva ancora che gli sloveni si sarebbero arresi piuttosto che combattere. Questo fu invece una disastrosa sottovalutazione. Nel pomeriggio del 27 giugno, la TO slovena abbatté due elicotteri della JNA sopra Lubiana, uccidendone gli occupanti (uno dei quali era un pilota sloveno, dato che le forze della JNA consistevano di militari da tutte le repubbliche).
La TO inoltre prese posizione intorno ai quartieri della JNA in vari luoghi, effettivamente ponendoli sotto assedio, e lanciò una serie di attacchi alle forze della JNA in tutta la Slovenia. A Brnik, un'unità della TO attaccò le truppe della JNA che presidiavano l'aeroporto, e a Trzin si ebbe uno scontro a fuoco durante il quale quattro soldati della JNA e uno della TO rimasero uccisi e il resto dell'unità jugoslava fu costretto ad arrendersi. Attacchi vennero lanciati anche dalle unità slovene contro le colonne jugoslave di carri armati a Pesnica, Ormož e Koseze, vicino a Bisterza. Una colonna della 32ª brigata meccanizzata, che avanzava da Varaždin in Croazia, venne bloccata a Ormož, vicino al confine sloveno e si trovò impossibilitata a rompere una barricata slovena.
Nonostante la confusione e i combattimenti, la JNA riuscì a completare la propria missione. Verso la mezzanotte del 27 giugno aveva catturato tutte le dogane sul confine italiano, tutte le dogane sul confine austriaco tranne tre e alcuni dei nuovi punti di confine stabiliti lungo il confine tra Slovenia e Croazia. A ogni modo molte delle sue unità si ritrovavano in una posizione vulnerabile all'interno della Slovenia.

### 28 giugno
Nella notte tra il 27 e il 28 giugno, venne ordinato alle truppe della TO slovena di intraprendere un'offensiva generale contro la JNA. Il ministro della difesa sloveno ordinò:
In tutti i posti in cui le forze armate della Repubblica di Slovenia hanno il vantaggio tattico, verranno intraprese azioni offensive contro le unità e le strutture nemiche. Al nemico verrà chiesta la resa, verrà data la scadenza più breve possibile per la resa e intrapresa l'azione offensiva con tutto l'arsenale disponibile. Durante le azioni sarà organizzata l'evacuazione e la protezione dei civili.

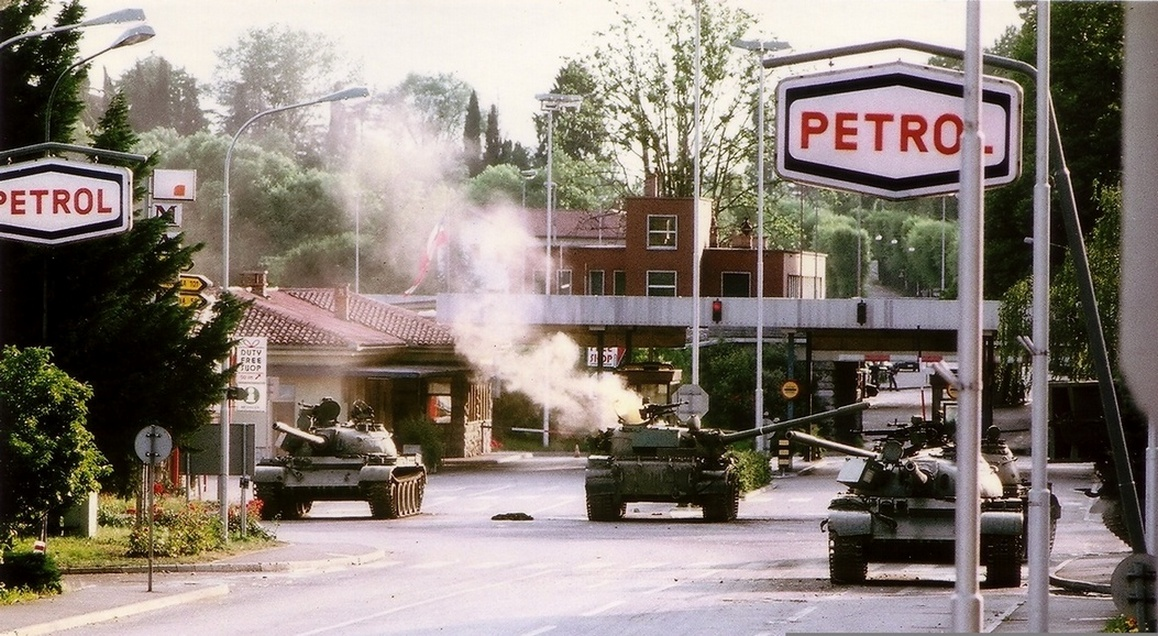
T-55 jugoslavo colpito dal fuoco anticarro sloveno a Rožna Dolina durante un'imboscata slovena.

Ulteriori combattimenti ebbero luogo durante la giornata. Le colonne jugoslave che erano state attaccate a Pesnica il giorno precedente, furono bloccate da alcune barricate improvvisate di camion sloveni a Štrihovec, a pochi chilometri di distanza dal confine con l'Austria, dove vennero attaccate di nuovo dal personale della TO e della polizia slovena. L'aviazione jugoslava organizzò due incursioni in aiuto delle forze jugoslave a Štrihovec, uccidendo quattro camionisti. A Medvedjek, nella Slovenia centrale, un'altra colonna jugoslava si ritrovò sotto attacco sloveno, e i raid dell'aviazione jugoslava uccisero sei camionisti. Scoppiarono pesanti combattimenti a Rozna Dolina Nova Gorica, al confine italiano, dove le forze speciali slovene distrussero tre carri armati T-55 della JNA e ne catturarono altri tre. Vennero uccisi quattro soldati della JNA e se ne arresero circa cento.
Il posto di confine a Holmec venne catturato dalle forze slovene, con due morti sloveni e uno della JNA; 91 soldati jugoslavi vennero catturati. I quartieri della JNA vennero attaccati da unità della TO e un deposito di armi jugoslave cadde in mani slovene, aumentando significativamente gli approvvigionamenti di arsenale delle forze slovene. L'aviazione jugoslava attaccò numerose località in tutto il paese, soprattutto all'aeroporto di Brnik, dove rimasero uccisi due giornalisti austriaci, e quattro aerei di linea della Adria Airways furono gravemente danneggiati. L'aviazione inoltre attaccò il quartier generale militare sloveno a Kočevska Reka e i trasmettitori radiotelevisivi a Krim, Kum, Trdinov vrh e Nanos nel tentativo di impedire le trasmissioni del governo sloveno.
Alla fine della giornata la JNA teneva ancora molte delle proprie posizioni, ma stava perdendo rapidamente terreno. Sorgevano sempre più problemi di diserzione - molti membri sloveni della JNA lasciarono le proprie unità o addirittura cambiarono fronte - e sia le truppe di terra sia il comando centrale a Belgrado sembravano non avere idea su come procedere.

### 29 giugno
Lo scoppio della guerra diede un impulso agli sforzi diplomatici da parte della Comunità europea per trovare una fine alla crisi. Tre ministri europei si incontrarono con rappresentanti del governo jugoslavo e di quello sloveno a Zagabria durante la notte tra il 28 e il 29 giugno e si accordarono per un cessate il fuoco, che non venne però messo in pratica. La mattina, gli sloveni ottennero dei significativi successi militari. Le truppe jugoslave nell'aeroporto di Brnik si arresero alle forze della TO slovena, che aveva circondato la struttura durante la notte. A nord, molti carri armati della JNA vennero catturati vicino a Strihovec e in seguito riciclati come carri armati per la TO. Le forze speciali della JNA tentarono uno sbarco a Crevatini, ma caddero in un'imboscata e vennero respinte dagli sloveni. Caddero inoltre in mano slovena i punti di confine di Vertoiba e Šentilj e l'arsenale delle truppe federali venne confiscato, aumentando così quello delle truppe slovene.
La JNA impose un ultimatum alla Slovenia, richiedendo la cessazione immediata delle ostilità per le 09:00 del 30 giugno. In risposta, l'Assemblea slovena adottò una risoluzione che adottava una soluzione pacifica alla crisi e che non minasse l'indipendenza slovena, rigettando l'ultimatum jugoslavo.

### 30 giugno
Le schermaglie continuarono in vari luoghi durante la giornata. Le forze slovene occuparono il tunnel alpino strategico di Karawanken, al confine con l'Austria e catturarono nove carri armati jugoslavi vicino a Nova Gorica. L'intera guarnigione della JNA di stanza a Dravograd - 16 ufficiali e 400 uomini, compreso l'equipaggiamento — si arrese, e così anche le guarnigioni di Tolmino e Plezzo. Le armi catturate vennero redistribuite alle forze slovene.

### 1º luglio
Ebbero luogo ulteriori schermaglie, con la cattura slovena di una struttura della JNA a Nova Vas, a sud di Lubiana. Il carico di munizioni della JNA a Montenero d'Idria prese fuoco e fu distrutto in una massiccia esplosione, danneggiando buona parte della città. A ogni modo gli sloveni catturarono con successo i depositi di Pečovnik, Bukovžlak e Zaloška Gorica, prendendo possesso di circa 70 container di munizioni ed esplosivi.
La colonna del 306º reggimento di artiglieria leggera contraerea della JNA si ritirò dalla posizione troppo esposta di Medvedjek e si diresse nella foresta di Krakovski (Krakovski gozd), vicino al confine croato. Incappò in un blocco vicino alla città di Krško e venne circondata dalle forze slovene, ma si rifiutò di arrendersi, probabilmente sperando nell'aiuto di una colonna di soccorso.
Allo stesso tempo, il comando della JNA cercò di ottenere il permesso di cambiare il ritmo delle proprie operazioni. Il ministro della difesa Veljko Kadijević informò il gabinetto jugoslavo che il primo piano della JNA - un'operazione limitata per assicurare i punti di confine della Slovenia - era fallito, e che era il momento di mettere in atto il piano di riserva di un'invasione su ampia scala e l'imposizione della legge militare in Slovenia. A ogni modo il gabinetto — guidato al tempo dal serbo Borisav Jović — rifiutò di autorizzare una tale operazione. Il capo di stato maggiore della JNA, il generale Blagoje Adžić, si infuriò e dichiarò pubblicamente che "gli organi federali ci ostacolano di continuo, richiedendo dei negoziati mentre questi [gli sloveni] ci stanno attaccando con tutti i mezzi."

### 2 luglio
Il più pesante combattimento della guerra si ebbe il 2 luglio, che fu un giorno disastroso per la JNA. La colonna di carri armati diretta alla foresta di Krakovski si ritrovò sotto attacco ininterrotto da parte delle unità slovene, che la costrinsero alla resa. Alcune unità del Quarto corpo d'armata della JNA tentarono di entrare da Jastrebarsko, in Croazia, ma vennero ricacciate indietro vicino alla città di confine di Bregana. La TO slovena intraprese con successo attacchi alle dogane a Šentilj, Gornja Radgona, Fernetti e Gorjansko, catturandole e facendo prigionieri un buon numero di truppe della JNA. Un lungo combattimento tra la JNA e le forze della TO ebbe luogo nel pomeriggio e durante la serata a Dravograd, e parecchie strutture della JNA in tutto il paese caddero in mani slovene.
Alle 21:00, il presidente sloveno annunciò un cessate il fuoco unilaterale, che venne respinto dal comando della JNA che giurò di "riprendersi il controllo" e di abbattere la resistenza slovena.

### 3 luglio
Un largo convoglio armato della JNA si mise in marcia da Belgrado la mattina del 3 luglio, apparentemente verso la Slovenia. Non arrivò mai, secondo le fonti ufficiali, a causa di problemi meccanici.
I combattimenti continuarono in Slovenia, mentre una forza di soccorso della JNA, diretta al punto di confine di Gornja Radgona, venne bloccata vicino a Radenci. Altre forze della JNA vicino a Kog vennero attaccate da unità della TO. In serata la JNA si accordò per un cessate il fuoco e la ritirata verso le proprie caserme.

### 4–6 luglio
Con il cessate il fuoco in atto, i due fronti si disimpegnarono. Le forze slovene presero il controllo di tutti i posti di dogana del Paese e venne permesso alle unità della JNA di ritirarsi pacificamente alle proprie caserme e di passare dal confine con la Croazia.

### 7 luglio e posteriori
La guerra dei dieci giorni ebbe la sua fine formale con gli accordi di Brioni, firmati sull'isola croata di Brioni. I termini dell'accordo furono favorevoli per la Slovenia; fu accordata una moratoria di tre mesi per l'indipendenza slovena, che in pratica aveva un minimo impatto politico, e le forze armate slovene e la polizia furono riconosciute come sovrane sul loro territorio.

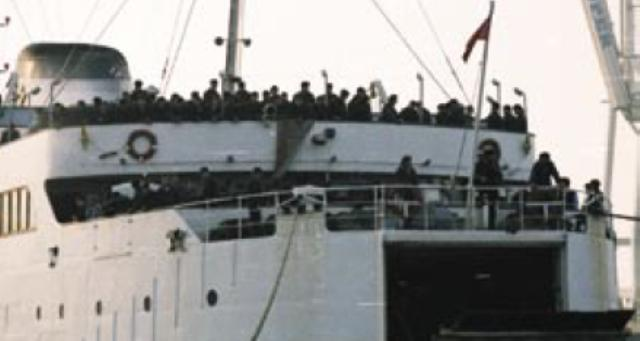
Partenza degli ultimi soldati dell'Esercito popolare jugoslavo da Capodistria nell'ottobre 1991

Fu stabilito che tutte le unità militari jugoslave avrebbero lasciato la Slovenia, mentre il governo jugoslavo pose la fine di ottobre come data di scadenza per il ritiro. Il governo sloveno insistette che il ritiro doveva procedere secondo i propri termini; alla JNA non era permesso portare via la maggior parte dell'artiglieria pesante e l'equipaggiamento, che venne in seguito riutilizzato dalle forze locali o rivenduto alle altre repubbliche jugoslave. Il ritiro cominciò circa dieci giorni dopo e fu completato il 26 ottobre.

## Perdite
Data la brevità e la scarsa intensità della guerra le perdite furono poche. Secondo le stime slovene, la JNA ebbe 44 morti e 146 feriti, mentre gli sloveni ebbero 18 morti e 182 feriti. Dodici stranieri furono uccisi nel conflitto, principalmente giornalisti e camionisti bulgari che si erano ritrovati nel mezzo delle linee di fuoco. 4 692 soldati della JNA e 252 poliziotti federali vennero catturati dalle forze slovene. Secondo gli accordi postbellici, i materiali persi dalla JNA ammontavano a 31 carri armati, 22 trasportatori di personale militare, 6 elicotteri, 6 787 armi da fanteria, 87 pezzi d'artiglieria e 124 armi da contraerea danneggiate, distrutte o confiscate. I danni alle strutture civili furono limitati.

## Aspetti strategici della guerra
Le azioni delle forze slovene furono largamente dettate dalla strategia militare escogitata qualche mese prima e furono strettamente integrate con un piano dettagliato di gestione dei media. Venne creato un centro mediatico internazionale prima dello scoppio del conflitto, designando Jelko Kacin come ministro dell'informazione e come rappresentante della Slovenia agli occhi del mondo. Il governo e i media sloveni presentarono il conflitto agli occhi dell'occidente europeo come un caso di "Davide contro Golia", una lotta tra una democrazia emergente e uno stato comunista autoritario, e le colonne dei carri armati jugoslavi riportavano in mente gli eventi della protesta di piazza Tienanmen del 1989. Ciò conquistò una considerabile simpatia internazionale e i media favorevoli sostennero la causa dell'indipendenza slovena.
Gli sloveni godevano di un superiore vantaggio morale, comparato a quello dei loro avversari dell'armata jugoslava. Molti dei soldati jugoslavi non si accorsero di aver preso parte a un reale attacco, piuttosto che a un'esercitazione, finché non si ritrovarono sotto il fuoco sloveno. Il corpo ufficiali era dominato da serbi e montenegrini, che in molti casi erano ideologicamente fedeli all'unità jugoslava. I soldati semplici erano invece coscritti, molti dei quali non trovavano motivazione nel combattere contro gli sloveni. Dei soldati del Quinto distretto militare, che agì in Slovenia nel 1990, il 30% erano albanesi, il 20% croati, dal 15 al 20% serbi e montenegrini, il 10% bosniaci, e l'8% sloveni.
La strategia slovena contava su un certo numero di azzardi rischiosi. La Slovenia non avrebbe potuto resistere a lungo alla JNA, ma i suoi leader avevano azzardato sul desiderio della leadership della JNA di non rischiare dei massacri civili. In campo diplomatico il governo sloveno aveva contato sulla pressione che la comunità internazionale avrebbe fatto sulla Jugoslavia per terminare l'attacco - una supposizione rivelatasi in seguito corretta.
Gli sloveni inoltre erano consci del fatto che il governo serbo di Slobodan Milošević non era molto interessato all'indipendenza della Slovenia, data la mancanza di una minoranza serba significativa nel paese. Il 30 giugno, il ministro della difesa, il generale Kadijević suggerì alla presidenza federale jugoslava un massiccio attacco in Slovenia per schiacciare l'inaspettata resistenza. Ma il rappresentante serbo, Borisav Jović, scioccò il personale militare dichiarando che la Serbia non avrebbe dato il proprio supporto a ulteriori azioni militari contro la Slovenia. La Serbia era ormai preoccupata di più della situazione in Croazia, e già prima della fine del conflitto stava riposizionando le truppe della JNA per l'imminente guerra in Croazia.

## Conseguenze della guerra
Per la Slovenia la guerrà segnò la rottura decisiva con la Jugoslavia. Venne ufficialmente riconosciuta da tutti gli Stati membri della Comunità europea il 15 gennaio 1992 ed entrò a far parte delle Nazioni Unite il 22 maggio dello stesso anno, insieme ad altri Stati ex jugoslavi.
Con la Croazia, che agiva da "cuscinetto" tra la Serbia e la Slovenia, quest'ultima fu in grado di mantenere la propria indipendenza e la propria posizione di Paese più stabile e prospero dell'insieme delle repubbliche ex-jugoslave, e riuscì a entrare per prima a far parte dell'Unione europea il 1º maggio 2004.
La guerra portò ad alcuni cambiamenti importanti sul lato jugoslavo. La JNA perse quasi tutto il suo personale sloveno e croato, diventando una forza composta quasi esclusivamente di serbi e montenegrini. Gli scarsi risultati in Slovenia, e in seguito in Croazia, gettarono nel discredito i suoi capi: Kadijević si dimise da ministro della difesa nel gennaio del 1992, mentre Adžić fu mandato in pensione poco più tardi.
La Croazia non fu coinvolta direttamente nella guerra anche se dichiarò la propria indipendenza lo stesso giorno della Slovenia, il 25 giugno 1991. Tentando di tenersi ai margini della guerra slovena, la Croazia, sulla strada di un accordo con la Slovenia, lasciò comunque transitare le colonne di carri armati attraverso il proprio territorio verso il paese vicino.
Il governo sloveno e quello croato vennero esortati dalla Commissione europea ad accettare come parte degli accordi di Brioni una moratoria di tre mesi sulla decisione d'indipendenza. I due paesi accettarono di fermare il proprio cammino verso l'indipendenza, sperando di allentare le tensioni. La Slovenia usò questo periodo per consolidare le istituzioni, per compiere le più urgenti riforme in campo economico e per prepararsi al riconoscimento internazionale del paese.